# Divine Intervention
Divine Intervention ist das sechste Studioalbum der Thrash-Metal-Band Slayer. Es ist am 27. September 1994 veröffentlicht worden und das erste Album mit Paul Bostaph am Schlagzeug.

## Entstehung
Nach dem Live-Album Decade of Aggression wurde es einige Zeit still um Slayer. Einzig ein Beitrag auf dem Soundtrack des Films Judgment Night – Zum Töten verurteilt zusammen mit Ice-T wurde 1993 als Lebenszeichen veröffentlicht. Diese Veröffentlichung war zugleich die erste Aufnahme mit Paul Bostaph, der Dave Lombardo ersetzte. Lombardo war 1992 nach diversen Konflikten mit den anderen Bandmitgliedern ausgestiegen.
Die Lieder des Albums wurden größtenteils von Kerry King geschrieben. Rick Rubin übernahm wie immer seit dem Reign in Blood-Album die Produktion des Albums. Die Aufnahmesessions gestalteten sich chaotisch, da die Studios öfter gewechselt wurden. Der erste Toningenieur, der normalerweise für Künstler wie Tom Petty arbeitet, konnte mit Metal-Musik wenig anfangen und wurde nach mehreren Sessions durch Toby Wright ersetzt.
Im Inlay der CD ist ein eingeritztes Slayer-Logo auf dem Unterarm eines Fans namens Mike Meyers zu sehen. Dieser Fan ist im Live-Intrusion-Video wieder zu sehen.
Die anschließende Tour wurde mit den Vorbands Biohazard und Machine Head absolviert.

## Kontroverse und Rezeption
Divine Intervention war in Deutschland aufgrund der Inhalte der Lieder Sex, Murder, Art und Serenity in Murder seit dem 16. Dezember 1998 durch Beschluss der BPjS indiziert. Die Indizierung wurde im November 2023 wieder aufgehoben.
Das Album wurde für Slayer ein großer Erfolg. In den Reviews wurde, nicht zuletzt wegen der geringen Spielzeit, ein Vergleich mit Slayers Meisterwerk Reign in Blood gezogen. Das Album ist, nach den melodischen Ausflügen von Seasons in the Abyss oft als Comeback-Album bezeichnet worden, da die Musik wieder deutlich schneller und aggressiver wurde.
Paul Bostaph, der Neuzugang, äußerte sich später äußerst kritisch über das Album und bezeichnete es als sein schlechtestes Werk mit Slayer.

## Titelliste
1. Killing Fields – 3:57
2. Sex. Murder. Art. – 1:50
3. Fictional Reality – 3:38
4. Dittohead – 2:31
5. Divine Intervention – 5:33
6. Circle of Beliefs – 4:30
7. SS-3 – 4:07
8. Serenity in Murder – 2:36
9. 213 – 4:52
10. Mind Control – 3:04

## Liedinfos
SS-3 war das Kennzeichen des Fahrzeugs, in dem Reinhard Heydrich saß, auf das ein Anschlag verübt wurde und infolgedessen Heydrich später an seinen Verletzungen verstarb.
213 behandelt den Serienmörder Jeffrey Dahmer. Der Titel ist eine Referenz an die Hausnummer des Killers. Der Text ist aus der Ich-Perspektive geschrieben und beschreibt die Gefühle des Mörders beim Töten.

## Kommerzieller Erfolg

### Chartplatzierungen
Das Album erreichte in den USA Platz #8 der Billboard-Charts, in Großbritannien konnte es sich auf Platz #15 platzieren und in Deutschland erreichte es mit Platz #18 die bis dato höchste Chartplatzierung von Slayer.
| ChartsChartplatzierungen       | Höchstplatzierung | Wochen |
| ------------------------------ | ----------------- | ------ |
| Deutschland (GfK)              | 18 (9 Wo.)        | 9      |
| Österreich (Ö3)                | 22 (3 Wo.)        | 3      |
| Schweiz (IFPI)                 | 15 (5 Wo.)        | 5      |
| Vereinigte Staaten (Billboard) | 8 (9 Wo.)         | 9      |
| Vereinigtes Königreich (OCC)   | 15 (4 Wo.)        | 4      |

### Auszeichnungen für Musikverkäufe
| Land/Region               | Auszeichnungen für Musikverkäufe (Land/Region, Auszeichnung, Verkäufe) | Verkäufe |
| ------------------------- | ---------------------------------------------------------------------- | -------- |
| Kanada (MC)               | Gold                                                                   | 40.000   |
| Vereinigte Staaten (RIAA) | Gold                                                                   | 500.000  |
| Insgesamt                 | 2× Gold ·                                                              | 550.000  |